# Fuerte de Mseilha
El fuerte de Mseilha es una fortificación histórica situada en las orillas del río Nahr el-Jaouz, al norte de la ciudad de Batroun (Líbano). También es conocida cono el nombre de Puy du Connétable, y como Kalaat Mezsbaheh en el siglo xix.

## Historia
Parece haber sido construido por primera vez por los cruzados, cuando observaron que algunos hombres podían defender el desfiladero evitando el macizo rocoso de Râs Shaqq.
Posteriormente, fortifican este sitio, que recibe los nombres Puy du Connétable, Puy Guillaume ou encore Passe Saint-Guillaume, y se atribuye al condestable del condado de Trípoli, probablemente Guillermo de Farabel en 1106.
El edificio actual fue remodelado por el emir Fakhr-al-Din II del Líbano, alrededor de 1624, que conserva sin embargo elementos arquitectónicos típicos del período de las cruzadas.

## Arquitectura
El fuerte está formado por dos secciones homogéneas, construidas en distintas fases. Se accede por un camino estrecho y escaleras cortadas sobre el flanco norte del espolón rocoso. Una pequeña plataforma proporciona acceso a la entrada principal. Esta puerta se abre a un vestíbulo abovedado seguido de un estrecho patio triangular. En el lado sur del patio hay dos compartimientos abovedados que se abren a un espacio subterráneo utilizado como almacén y cisterna.
La parte más alta de la fortaleza es accesible desde el lado este del patio principal. Un corredor seguido de una sala y tres cámaras abovedadas dan acceso a la torre este. Una escalera interna proporciona acceso al nivel superior. Esta sección es la más equipada y fortificada por el papel estratégico que tenía el sitio para controlar el acceso al valle del Nahr el-Jaouz.